# Sceptridium
Sceptridium — рід папоротеподібних рослин родини вужачкових (Ophioglossaceae). Включає 7 видів.

## Таксономія
Sceptridium тісно пов'язаний з родом Botrychium та деякими систематиками вважається його підродом.

## Опис
Невеликі рослини з м'ясистим корінням і розмножуються спорами, що висипаються в повітря. Вони відрізняються від Botrychium тим, що деякі листки є стерильними (всі листки у Botrychium спороносні), а також листя дво- або триперисте (у Botrychium одноперисті або рідко двоперисті).

## Види
- Sceptridium dissectum (Sprengel) Lyon (1905)
- Sceptridium jenmanii (Underw.) Lyon
- Sceptridium lunarioides (Michx.) Holub
- Sceptridium multifidum (S.G.Gmel.) Nishida ex Tagawa
- Sceptridium oneidense (Gilbert) Holub
- Sceptridium rugulosum (W.H.Wagner) Skoda
- Sceptridium subbifoliatum (Brack.) Lyon